# Йокогамський метрополітен
Йокогамський метрополітен (яп. 横浜市営地下鉄) — система ліній метро в місті Йокогама, Японія. На лініях використана різна система живлення потягів; на Блакитній лінії — від третьої рейки, на Зеленій — від контактної мережі. Всі станції обладнані захисними дверима що відділяють платформу від потяга метро. Ширина колії стандартна.

## Історія
Будівництво метрополітену почалося у 1968 році. Початкова ділянка «Isezaki-chōjamachi»—«Kamiōoka», яка складалася з 6 станцій 
відкрилася 16 грудня 1972 року. З початку лінії 1 та 3 будувалися як дві окремі лінії але зараз працюють як єдина лінія.
Будівництво зеленої лінії почалося у 2001 році, відкрилася лінія 30 березня 2008 року.

## Лінії
- Лінія 1 та 3 (блакитна) — переважно підземна лінія, 32 станції (27 підземних) та 40,4 км.
- Лінія 4 (зелена) — переважно підземна лінія, 10 станцій (7 підземних) та 13,1 км.

## Інші лінії
- Лінія Мінатоміраї — приватна підземна лінія, відкрита 1 лютого 2004 року. Складається з 6 станцій та 4,1 км. На лінії використана ширина колії 1067 мм, та потяги що живляться від повітряної контактної мережі.
- Лінія Прибережна — приватна естакадна лінія, рух потягів здійснюється в автоматичному режимі без допомоги машиністів. Відкрилася 5 липня 1989 року. Складається з 14 станцій та 10,6 км. Використовуються потяги з шинним ходом.

## Галерея

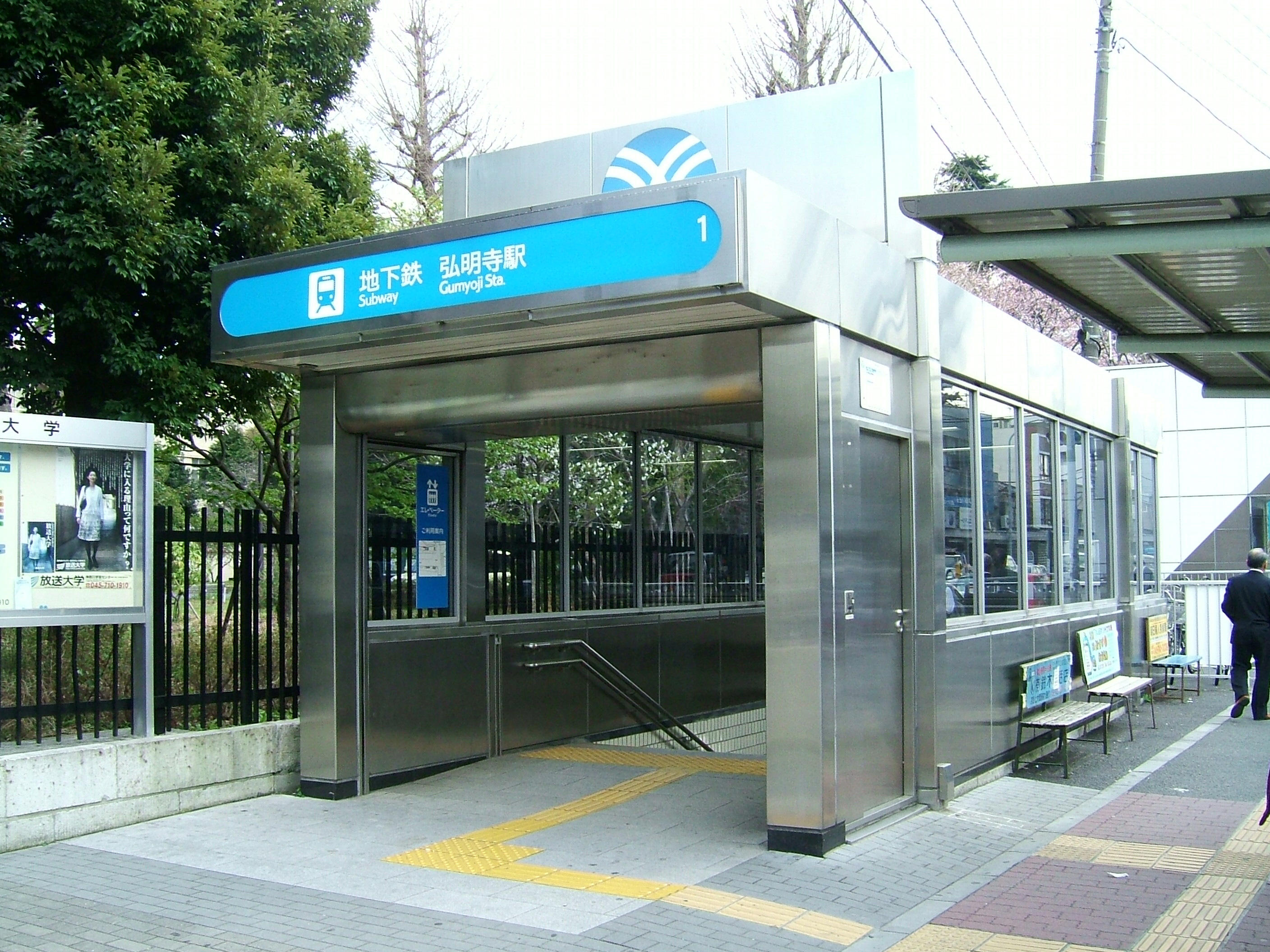
Вихід зі станції «Gumyoji»
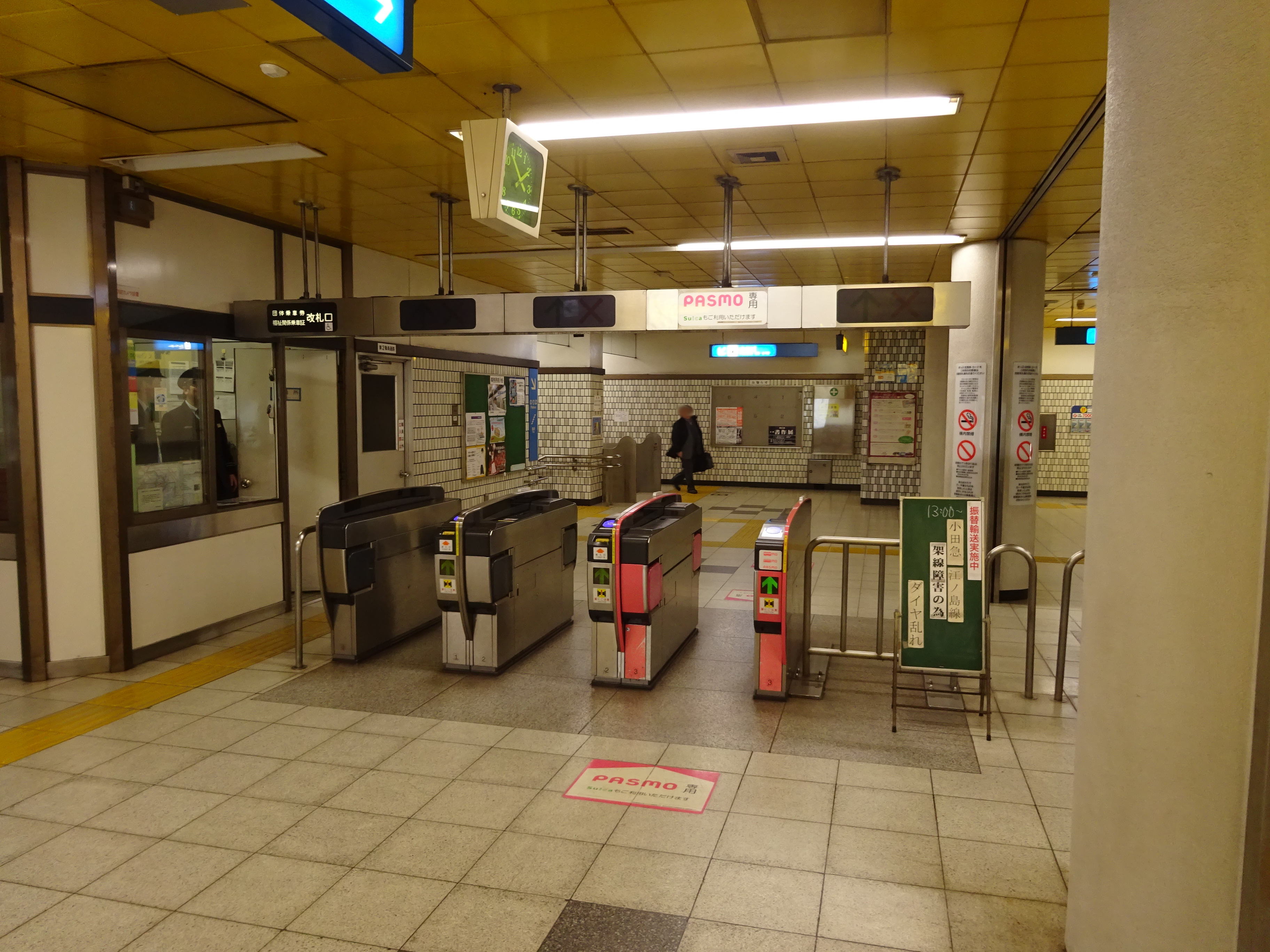
Турнікети на станції «Katakuracho»
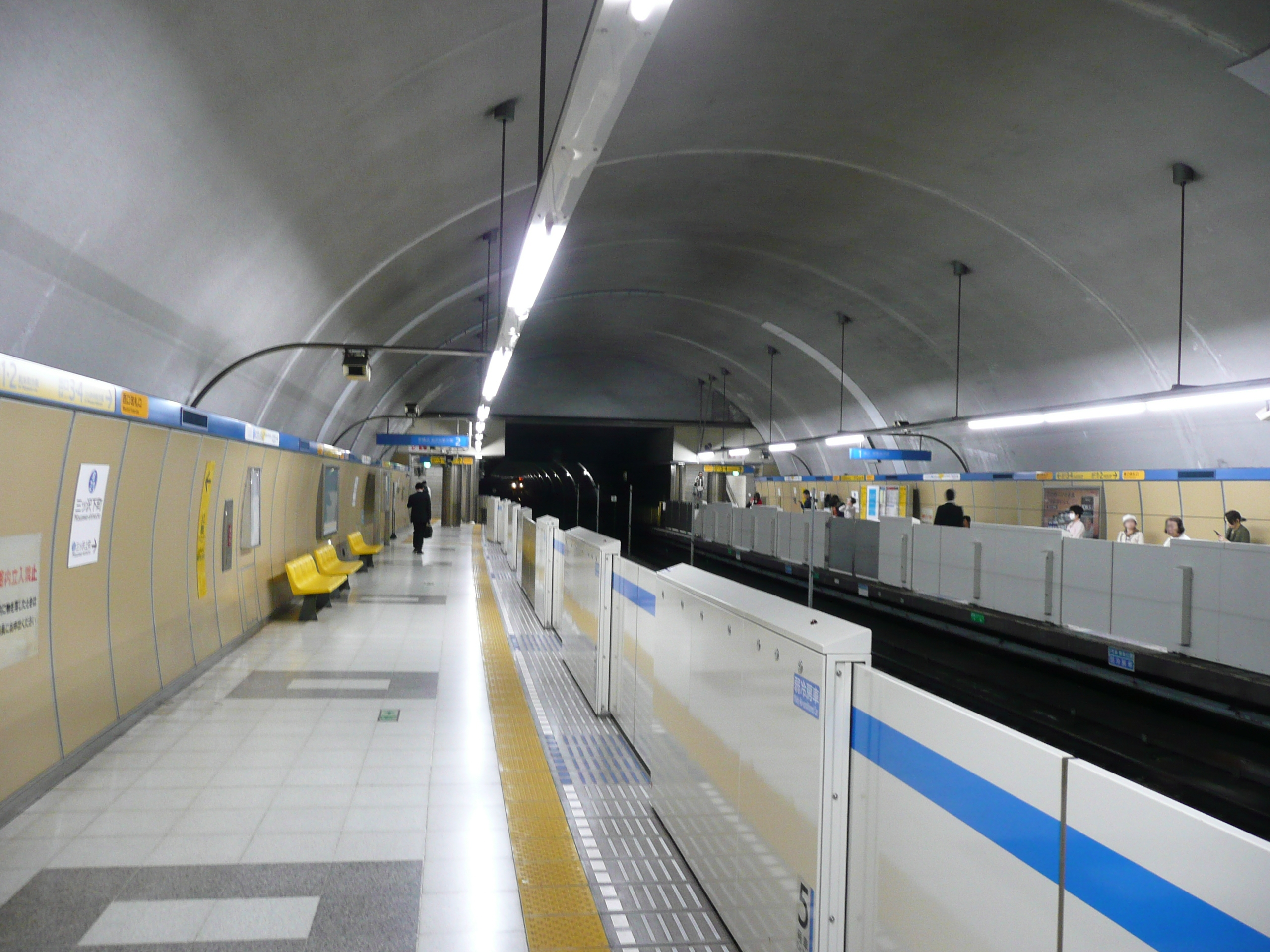
Платформа станції «Mitsuzawa-Shimocho»
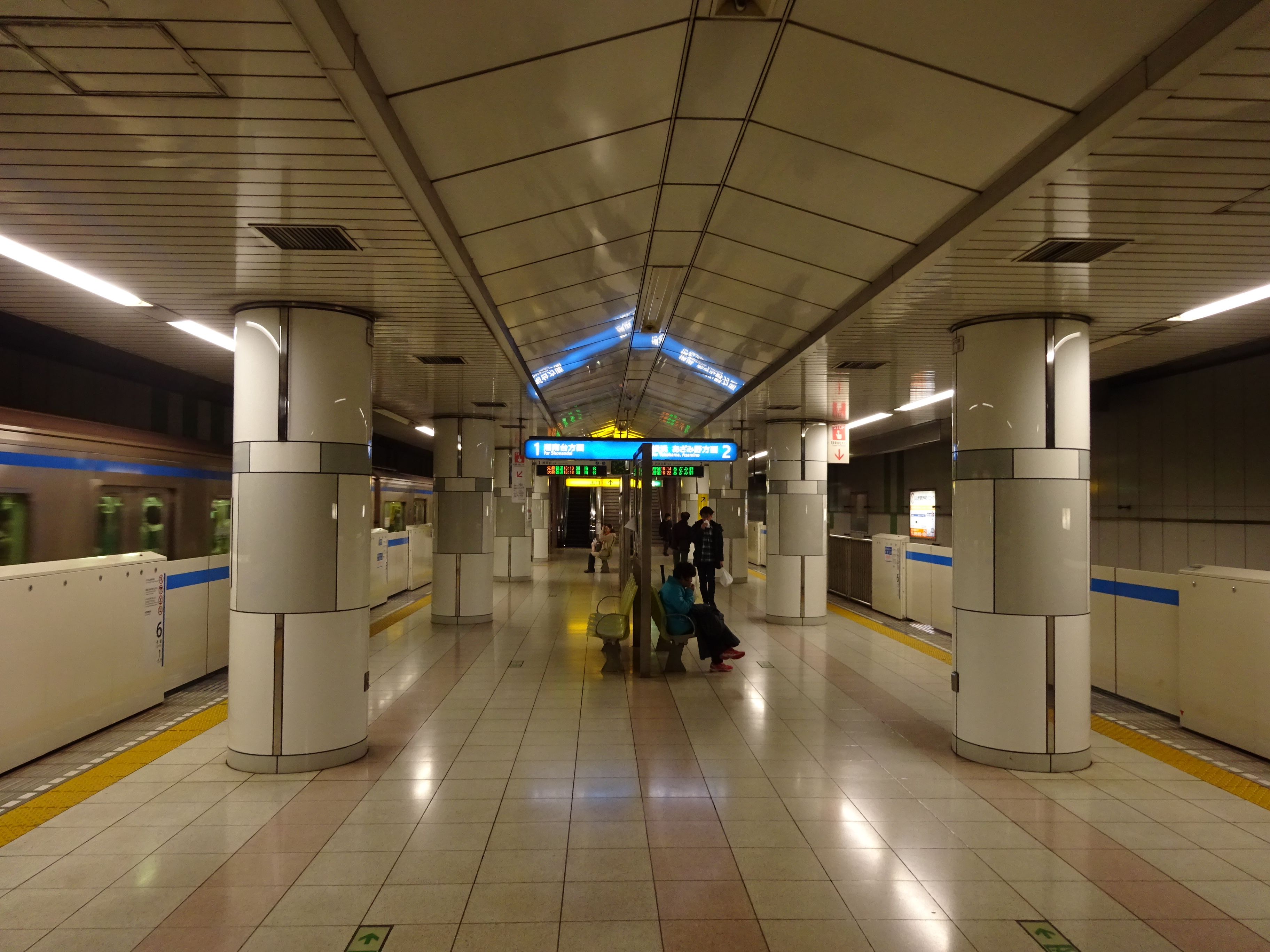
Платформа станції «Tateba»
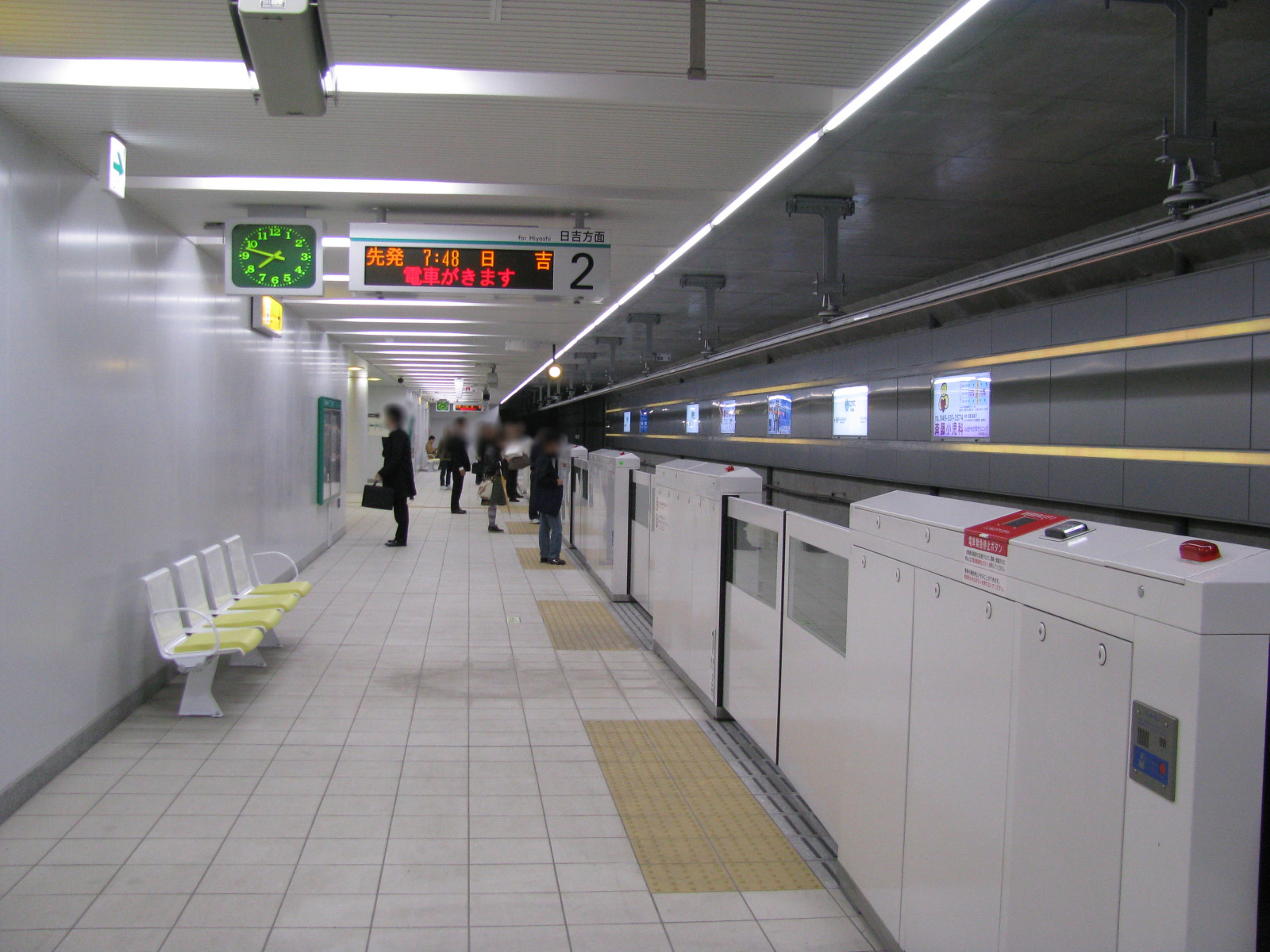
Платформа станції «Takata»
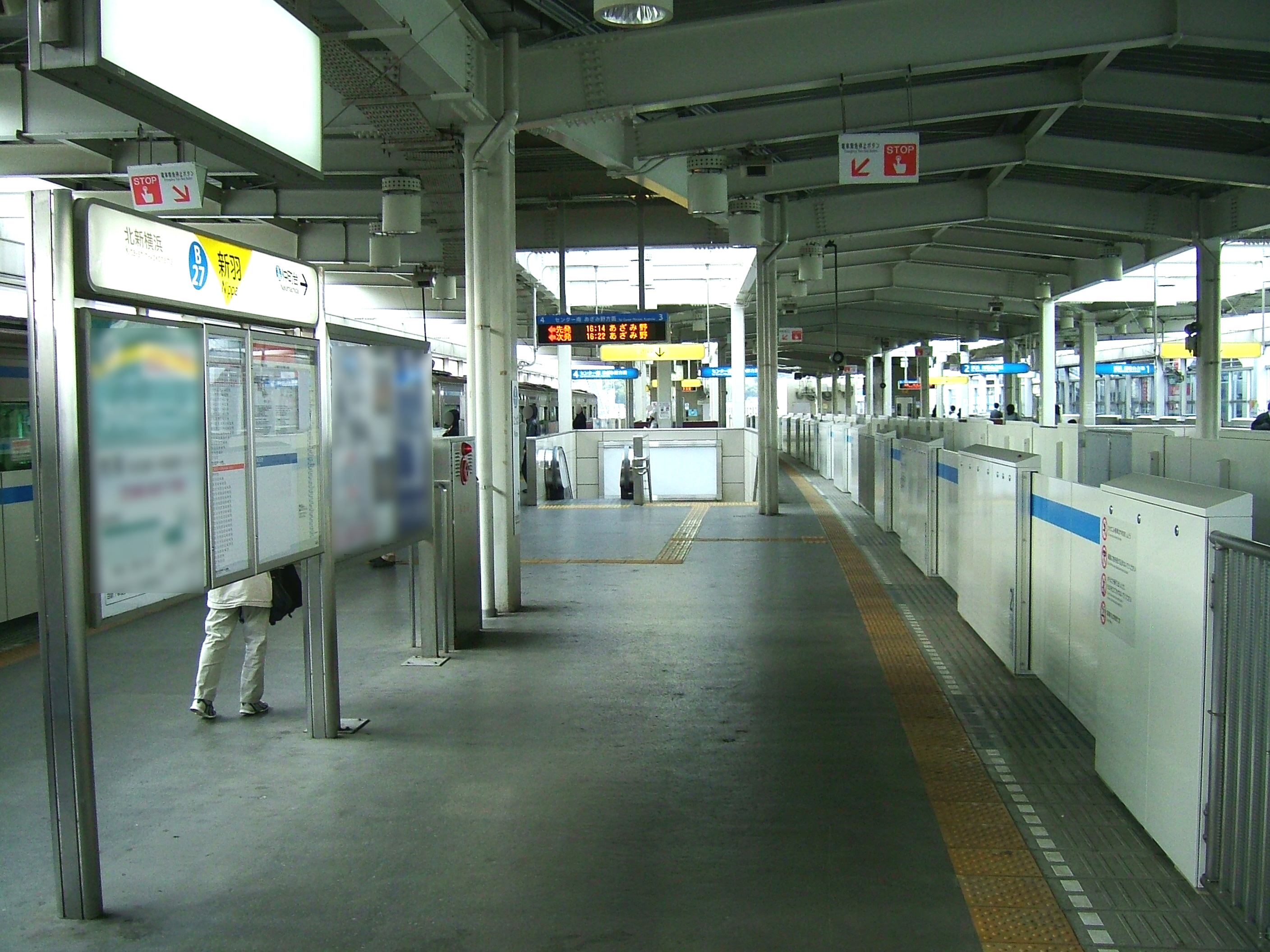
Платформа наземної станції «Nippa»
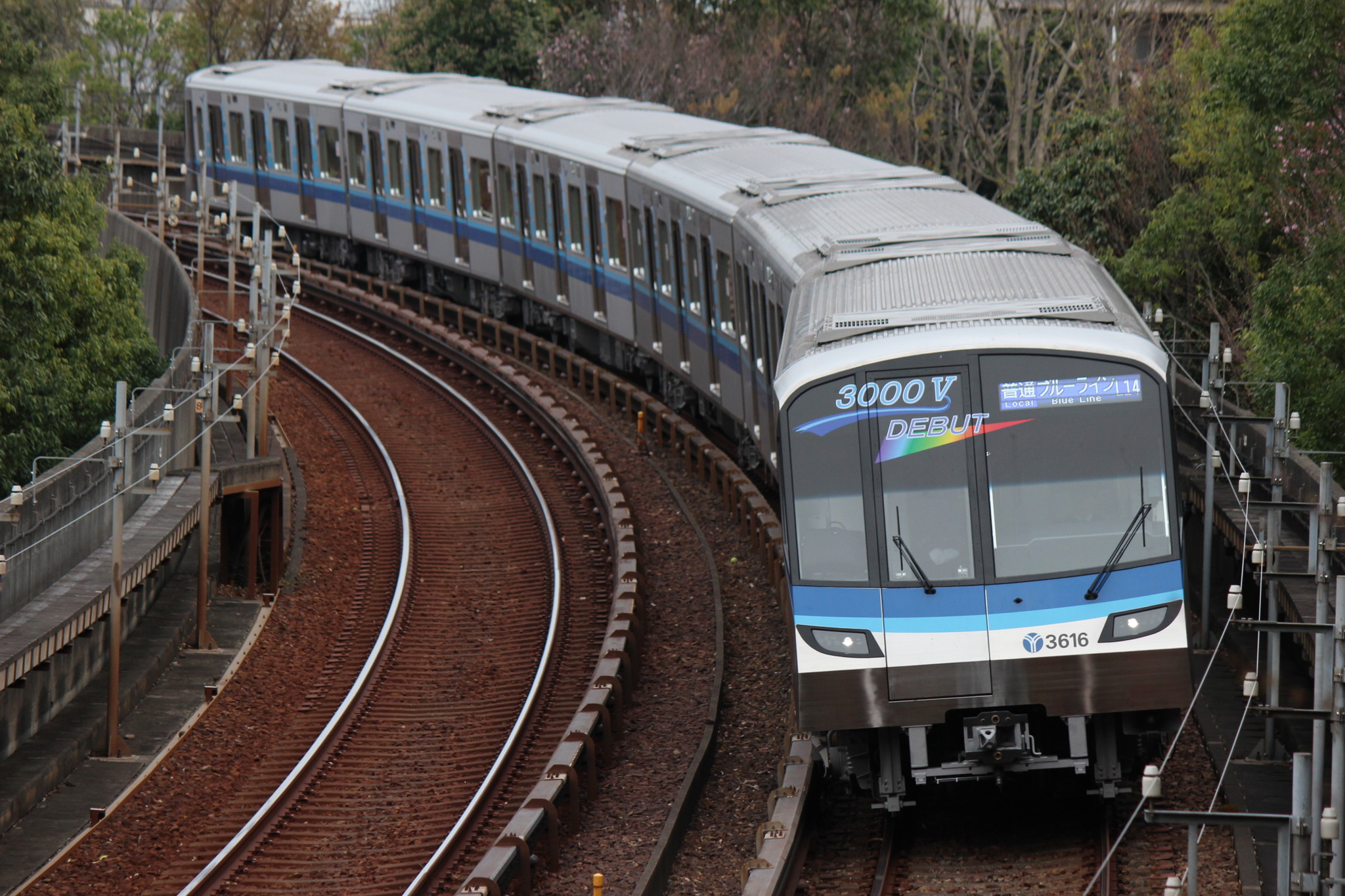
Потяг на Блакитній Лінії
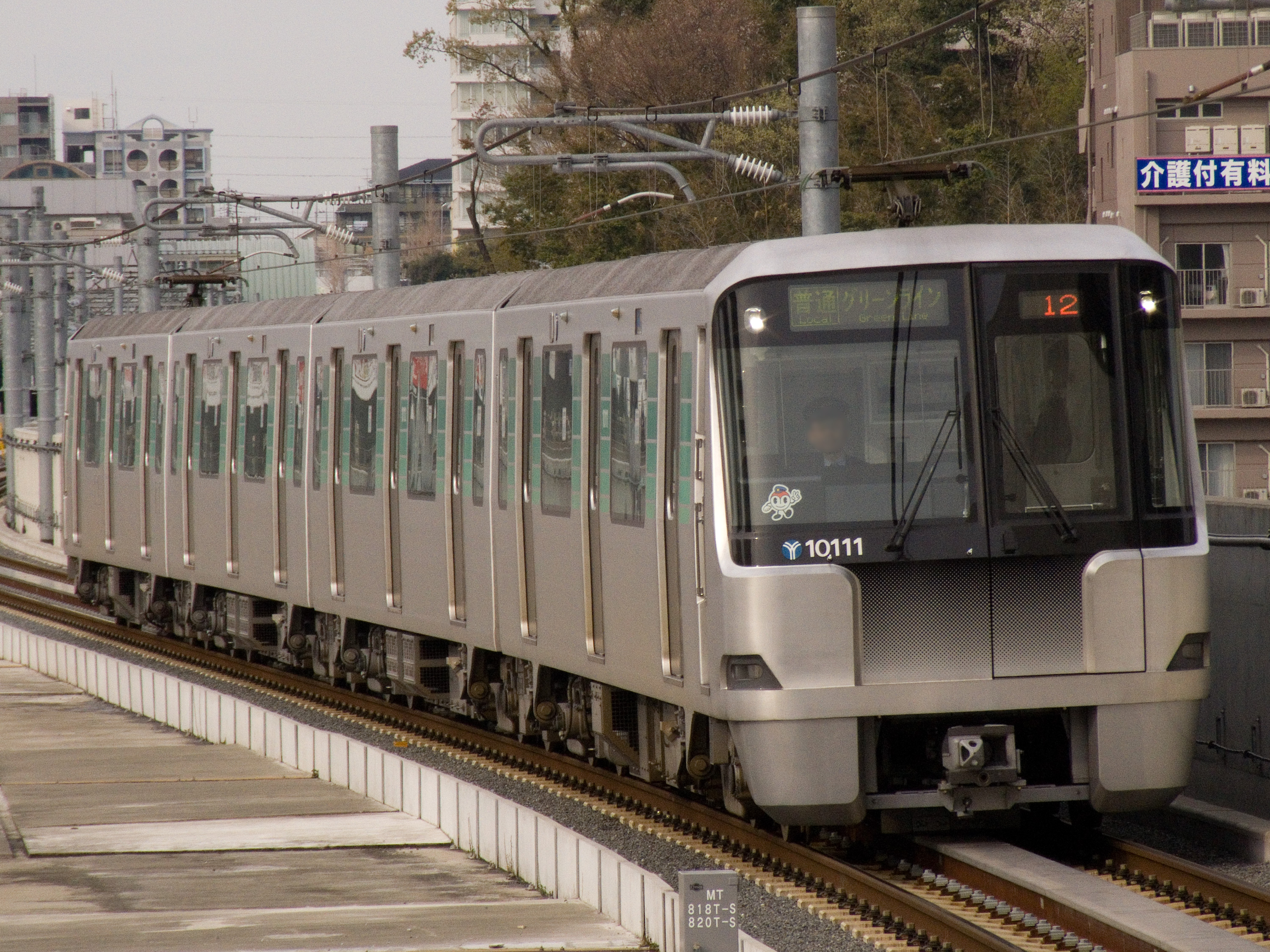
Потяг на Зеленій лінії